# Charles Leonard Hamblin
Charles Leonard Hamblin (* 20. November 1922; † 14. Mai 1985) war ein australischer Philosoph, Logiker und Computerpionier sowie Professor für Philosophie an der Technischen Universität (heute: Universität) von New South Wales in Sydney. Zu seinen bekanntesten Leistungen auf dem Gebiet der Informatik zählen die Einführung (manche Quellen meinen auch Erfindung) der umgekehrten polnischen Notation und – unabhängig von und etwa gleichzeitig mit Friedrich L. Bauer und Klaus Samelson – die Erfindung des Stapelspeichers. Hamblins bekanntester Beitrag zur Philosophie ist sein Buch Fallacies, bis heute ein Standardwerk auf dem Gebiet der Fehlschlüsse.

## Leben und Wirken
Nach dem – durch den Zweiten Weltkrieg und den Radar-Dienst bei der australischen Luftwaffe unterbrochenen – Studium von Mathematik, Physik und Philosophie an der University of Melbourne promovierte Hamblin 1957 an der London School of Economics. Von 1955 war er erst Lehrbeauftragter, schließlich bis zu seinem Tode Professor für Philosophie an der damaligen Technischen Universität von New South Wales.
In der zweiten Hälfte der 1950er Jahre wurde Hamblin am dritten in Australien verfügbaren Computer aktiv, einem Exemplar des DEUCE (Akronym für Digital Electronic Universal Computing Engine, „digitale, elektronische Universalrechenmaschine“), einer von der (später in Marconi Company und British Aerospace aufgegangenen) Firma English Electric hergestellten kommerziellen Version des von Alan Turing maßgeblich mitgeplanten Automatic Computing Engine (ACE). Für den DEUCE entwarf Hamblin eine der ersten Programmiersprachen überhaupt, das auf umgekehrter polnischer Notation beruhende GEORGE (Akronym für General Order Generator, „allgemeiner Ablaufgenerator“), samt dem zugehörigen Compiler (Sprachübersetzer), der die in GEORGE formulierten Programme in die Maschinensprache des Rechners übersetzte.
Hamblins Arbeiten gelten als die erste tatsächliche Beschäftigung mit umgekehrter polnischer Notation, weshalb er oft auch als Erfinder dieser Darstellungsweise genannt wird. Unabhängig von der Frage, ob man die umgekehrte polnische Notation als eigenständige Darstellungsweise oder – wie Hamblin selbst – als Variante der bereits zwischen 1920 und 1930 vom polnischen Logiker und Philosophen Jan Łukasiewicz entwickelten gewöhnlichen polnischen Notation betrachtet (und ob Łukasiewicz selber, was nahe liegt, beide Varianten gesehen hat), kommt Hamblin jedenfalls das Verdienst zu, den Vorteil der umgekehrten polnischen Schreibweise bei der Verarbeitung auf programmierbaren Computern erkannt und Algorithmen hierfür angegeben zu haben.
Das zweite unmittelbare Ergebnis der Beschäftigung mit der Entwicklung von Compilern war das Konzept des Stapelspeichers, das Hamblin unabhängig von Friedrich L. Bauer und Klaus Samelson entwickelte, denen 1957 ein Patent für die Verwendung eines Stapelspeichers zur Übersetzung von Programmiersprachen erteilt wurde. Im selben Jahr – 1957 – stellte Hamblin sein Stapelkonzept bei der ersten australischen Computerkonferenz vor. Hamblins Arbeiten gaben mit den Anstoß für die Entwicklung stapelbasierter Computer, deren Maschinenbefehle ihre Argumente von einem Stapel beziehen und das Ergebnis wieder auf diesem Stapel ablegen.
In den 1960er Jahren begann sich Hamblin wieder vermehrt philosophischen Fragestellungen zuzuwenden. Neben einem einflussreichen Einführungsbuch in die formale Logik entstand sein bis heute als Standardwerk geltendes und in Druck befindliches Werk Fallacies, das sich der Behandlung von Fehlschlüssen durch die traditionelle Logik widmet und mit dem er die formale Dialektik ins Leben rief. Ebenso gilt Hamblin als einer der Begründer der modernen temporalen Logik (Zeitlogik) und der modernen Fragelogik.

## Schriften

### Monographien
- Language and the Theory of Information. Dissertation. Universität London, Oktober 1956
- Elementary Formal Logic: Programmed Course. Methuen, London 1967, ISBN 0-416-69820-4
- Fallacies. Methuen, London 1970, ISBN 0-416-14570-1 und ISBN 0-416-70070-5 (Taschenbuch); Neuauflage Vale Press, 2004, ISBN 0-916475-24-7 (Taschenbuch) – bis heute ein Standardwerk zum Thema
- Imperatives. Blackwell, Oxford 1987, ISBN 0-631-15193-1

### Einflussreiche Artikel
- An Addressless Coding Scheme based on Mathematical Notation. In: W. R. E. Conference on Computing, Proceedings. Weapons Research Establishment, Salisbury 1957
- Computer Languages. In: The Australian Journal of Science. 20, 1957, S. 135–139. Nachgedruckt in The Australian Computer Journal. 17/4, November 1985, S. 195–198
- GEORGE, an Addressless Coding Scheme for DEUCE. In: Australian National Committee on Computation and Automatic Control, Summarized Proceedings of First Conference. Paper C6.1, 1960
- Translation to and from Polish Notation. In: The Computer Journal. 5/3, Oktober 1962, S. 210–213